# Xuất Hóa (phường)
Xuất Hóa là một phường thuộc thành phố Bắc Kạn, tỉnh Bắc Kạn, Việt Nam.

## Địa lý
Phường Xuất Hóa nằm ở phía đông nam thành phố Bắc Kạn, có vị trí địa lý:
- Phía đông và phía nam giáp huyện Chợ Mới
- Phía bắc giáp các phường Đức Xuân, Huyền Tụng và huyện Bạch Thông
- Phía tây giáp xã Nông Thượng và huyện Chợ Mới.

Phường có diện tích 48,05 km², dân số năm 2019 là 3.103 người, mật độ dân số đạt 65 người/km².
Trên địa bàn phường có quốc lộ 3 và quốc lộ 3B đi qua. Sông ngòi gồm có sông Cầu cùng các phụ lưu như nậm Đất, khuổi Cuông và suối Bản Rao. Phường có thắng cảnh thác Nà Noọc.

## Hành chính
Trước tháng 9/2019 phường Xuất Hóa được chia thành 10 tổ gồm: Lủng Hoàn, Tân Cư, Đoàn Kết, Mai Hiên, Bản Đồn 1, Bản Đồn 2, Nà Bản,Bản Pjạt, Thác Giềng, Bản Rạo.
Từ tháng 9/2019 phường Xuất Hoá, thành phố Bắc Kạn sáp nhập tổ dân phố từ 10 tổ xuống còn 07 tổ và đổi tên tổ dân phố như sau:
-Tổ 1 (Lủng Hoàn và Đoàn Kết sáp nhập lại)
-Tổ 2 (trước kia là tổ Tân Cư)
-Tổ 3 (Bản Đồn 1 và Nà Bản sáp nhập lại)
-Tổ 4 (Bản Đồn 2 và Mai Hiên sáp nhập lại)
-Tổ 5 (trước kia là tổ Bản Rạo)
-Tổ 6 (trước kia là tổ Bản Pyạt)
-Tổ 7 (trước kia là tổ Thác Giềng)

## Lịch sử
Trước đây, Xuất Hóa là một xã thuộc huyện Bạch Thông.
Ngày 31 tháng 5 năm 1997, Chính phủ ban hành Nghị định 56-CP. Theo đó, sáp nhập xã Xuất Hóa vào thị xã Bắc Kạn.
Ngày 11 tháng 3 năm 2015, Ủy ban Thường vụ Quốc hội ban hành Nghị quyết số 892/NQ-UBTVQH13. Theo đó, thành lập phường Xuất Hóa trên cơ sở toàn bộ 4.804,9 ha diện tích tự nhiên và 3.461 người của xã Xuất Hóa, đồng thời chuyển thị xã Bắc Kạn thành thành phố Bắc Kạn.